# Lucas Beraldo
Lucas Lopes Beraldo (Piracicaba, 24 novembre 2003) è un calciatore brasiliano, difensore del Paris Saint-Germain.

## Biografia
È il figlio di André Beraldo, che a sua volta aveva giocato a calcio come difensore.

## Carriera

### Club
Beraldo è entrato a far parte delle giovanili del San Paolo nel 2020, dopo aver rappresentato União Barbarense e XV de Piracicaba.
Ha fatto il suo esordio in prima squadra il 25 maggio 2022, giocando titolare nella sconfitta esterna per 1-0 contro l'Ayacucho in Coppa Sudamericana. Ha esordito in Série A il 21 luglio seguente, nel pareggio per 3-3 in casa dell'Internacional.
Il 1º gennaio 2024, Beraldo è passato a titolo definitivo al Paris Saint-Germain, in Ligue 1, per circa 20 milioni di euro, firmando un contratto quadriennale con il club francese. Due giorni dopo, ha debuttato ufficialmente con i parigini, subentrando a Milan Škriniar al 71º minuto della finale di Supercoppa francese contro il Tolosa, vinta per 2-0.

### Nazionale
Beraldo ha rappresentato il Brasile a livello giovanile, avendo giocato nella nazionale brasiliana Under-20.
Il 1º marzo 2024 viene convocato per la prima volta in nazionale maggiore, con cui esordisce 22 giorni dopo nell'amichevole vinta 0-1 in casa dell'Inghilterra.

## Statistiche

### Presenze e reti nei club
Statistiche aggiornate al 19 maggio 2024.
| Stagione         | Squadra             | Campionato       | Campionato | Campionato | Coppe nazionali | Coppe nazionali | Coppe nazionali | Coppe continentali | Coppe continentali | Coppe continentali | Altre coppe | Altre coppe | Altre coppe | Totale | Totale |
| Stagione         | Squadra             | Comp             | Pres       | Reti       | Comp            | Pres            | Reti            | Comp               | Pres               | Reti               | Comp        | Pres        | Reti        | Pres   | Reti   |
| ---------------- | ------------------- | ---------------- | ---------- | ---------- | --------------- | --------------- | --------------- | ------------------ | ------------------ | ------------------ | ----------- | ----------- | ----------- | ------ | ------ |
| 2022             | San Paolo           | A1/SP+A          | 0+3        | 0          | CB              | 0               | 0               | CS                 | 1                  | 0                  | -           | -           | -           | 4      | 0      |
| 2023             | San Paolo           | A1/SP+A          | 9+24       | 0+1        | CB              | 8               | 0               | CS                 | 7                  | 0                  | -           | -           | -           | 48     | 1      |
| Totale San Paolo | Totale San Paolo    | Totale San Paolo | 36         | 1          |                 | 8               | 0               |                    | 8                  | 0                  |             | -           | -           | 52     | 1      |
| gen.-giu. 2024   | Paris Saint-Germain | L1               | 13         | 1          | CF              | 5               | 1               | UCL                | 5                  | 0                  | SF          | 1           | 0           | 24     | 2      |
| Totale carriera  | Totale carriera     | Totale carriera  | 49         | 2          |                 | 13              | 1               |                    | 13                 | 0                  |             | 1           | 0           | 76     | 3      |

### Cronologia presenze e reti in nazionale
| Cronologia completa delle presenze e delle reti in nazionale ― Brasile | Cronologia completa delle presenze e delle reti in nazionale ― Brasile | Cronologia completa delle presenze e delle reti in nazionale ― Brasile | Cronologia completa delle presenze e delle reti in nazionale ― Brasile | Cronologia completa delle presenze e delle reti in nazionale ― Brasile | Cronologia completa delle presenze e delle reti in nazionale ― Brasile | Cronologia completa delle presenze e delle reti in nazionale ― Brasile | Cronologia completa delle presenze e delle reti in nazionale ― Brasile |
| Data                                                                   | Città                                                                  | In casa                                                                | Risultato                                                              | Ospiti                                                                 | Competizione                                                           | Reti                                                                   | Note                                                                   |
| ---------------------------------------------------------------------- | ---------------------------------------------------------------------- | ---------------------------------------------------------------------- | ---------------------------------------------------------------------- | ---------------------------------------------------------------------- | ---------------------------------------------------------------------- | ---------------------------------------------------------------------- | ---------------------------------------------------------------------- |
| 23-3-2024                                                              | Londra                                                                 | Inghilterra                                                            | 0 – 1                                                                  | Brasile                                                                | Amichevole                                                             | -                                                                      |                                                                        |
| 26-3-2024                                                              | Madrid                                                                 | Spagna                                                                 | 3 – 3                                                                  | Brasile                                                                | Amichevole                                                             | -                                                                      | 90+3’                                                                  |
| 12-6-2024                                                              | Orlando                                                                | Stati Uniti                                                            | 1 – 1                                                                  | Brasile                                                                | Amichevole                                                             | -                                                                      |                                                                        |
| 10-6-2025                                                              | San Paolo                                                              | Brasile                                                                | 1 – 0                                                                  | Paraguay                                                               | Qual. Mondiali 2026                                                    | -                                                                      | 74’                                                                    |
| Totale                                                                 |                                                                        | Presenze                                                               | 4                                                                      |                                                                        | Reti                                                                   | 0                                                                      |                                                                        |

## Palmarès

### Club

#### Competizioni nazionali
- Coppa del Brasile: 1

São Paulo: 2023
- Supercoppa francese: 2

Paris Saint-Germain: 2023, 2024
- Campionato francese: 2

Paris Saint-Germain: 2023-2024, 2024-2025
- Coppa di Francia: 2

Paris Saint-Germain: 2023-2024, 2024-2025

#### Competizioni internazionali
- UEFA Champions League: 1

Paris Saint-Germain: 2024-2025
- Supercoppa UEFA: 1

Paris Saint-Germain: 2025